# Takumi Shimohira
Takumi Shimohira (下平 匠, Shimohira Takumi) est un footballeur japonais né le 6 octobre 1988 à Minoh. Il évolue au poste de défenseur.

## Palmarès
- Vainqueur de la Ligue des champions de l'AFC en 2008 avec le Gamba Osaka
- Vainqueur de la Coupe du Japon en 2008 et 2009 avec le Gamba Osaka
- Vice-Champion du Japon en 2010 avec le Gamba Osaka